# حقوق المرأة في الفلبين

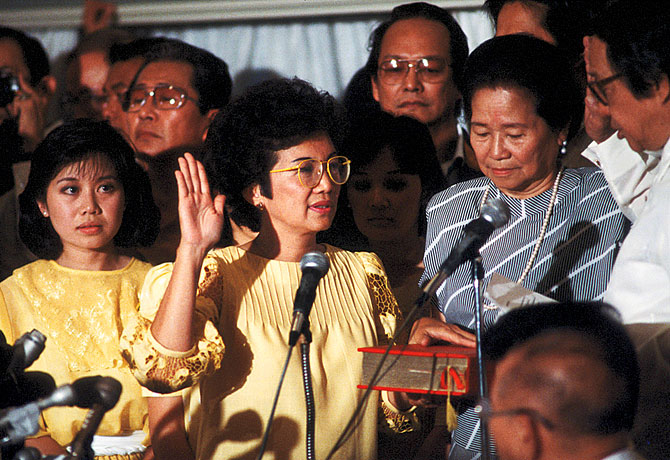
كورازون أكينو تؤدي اليمين كرئيسة للفلبين، في 25 فبراير 1986

يعد موقف الفلبين من حقوق المرأة متطورًا نسبيًا عند مقارنته مع العديد من الدول الأخرى. حدثت، خلال القرن الماضي، تغيّرات ملحوظة في البلاد زادت على إثرها حالة التأييد لحقوق المرأة وحمايتها. تمثلت حالة التقدم نحو تحقيق المساواة بين الجنسين في الفلبين من خلال زيادة أعداد النساء اللواتي انخرطن في التمثيل السياسي للأحزاب، وزيادة أعداد النساء المتعلمات، وأيضًا، من خلال إعطاء المزيد من الخصوصية لقضايا المرأة التي وضعت بموجب التشريع، والتطبيق المركز لتلك القوانين. خلال السنوات الأخيرة، تناولت الحكومة الفلبينية حقوق المرأة والمواضيع المتعلقة بالمرأة، بما في ذلك التمييز في مكان العمل والعنف المنزلي والتحرش الجنسي والاتجار بالبشر، في العديد من النظم التشريعية.
تمتلك الفلبين واحدة من أقل معدلات التفاوت بين الجنسين في العالم، إذ احتلت، في مؤشر الفجوة بين الجنسين لعام 2017، المرتبة العاشرة بين 145 دولة. تحتل الفلبين مرتبة متقدمة جدًا في مجال المساواة بين الجنسين بين دول آسيا والمحيط الهندي، ولا تتفوق عليها في هذا المجال سوى نيوزيلندا.
لا تزال الفلبين بحاجة لمزيد من التنمية في مجال حقوق المرأة، مع التقدم الكبير والإنجازات التي حققتها في هذا مجال حتى الآن، فهناك تباين كبير بين النساء اللاتي يتميزن في المجالات السياسية والأكاديمية والاقتصادية، وبين اللاتي يتعرضن لسوء المعاملة وغير المستقلات ماليًا واللاتي ييتعرضن للاستغلال في عملهن أو يجبرن على العمل في الدعارة والعاملات المهاجرات في البلاد.

## حركة إعطاء المرأة حقها بالتصويت
كانت حركة حق المرأة في التصويت في الفلبين واحدة من أولى المناسبات التي تجمعت فيها النساء سياسيًا. كانت الحركة أيضًا من أوائل حركات حقوق المرأة، وسعت إلى منح المرأة الحق في التصويت والحق في الترشح إلى المناصب السياسية. عارض العديد من الرجال الفلبينيين هذه الفكرة، وتمسكوا بالرأي التقليدي القائل بأن مكان المرأة هو منزلها، وأن واجبها متمثل بالطهي والتنظيف وتربية الأطفال. شعر الرجال الفلبينيون بالقلق من هذه التحركات لأنها ستساهم، حسب فهمهم، في زعزعة استقرار الأسرة في حال خرجت المرأة عن دورها المعتاد في العمل المنزلي.
مع ذلك، لم يعارض جميع الرجال الفلبينيين الحركة. قدم عضو الكونغرس الفلبيني عن مقاطعة سيبو، فيليمون سوتو، أول مشروع لمنح المرأة الحق في التصويت في المجلس الفلبيني عام 1907. بعدها، تلقت مشاريع قوانين خاصة بالنساء رعاية خاصة من قبل العديد من الشخصيات البارزة في المجتمع الفلبيني، بما في ذلك عضو المجلس الفلبيني الأدنى عن مقاطعة نيغروس أوتشيدنتال، ميليسيو سيفيرينو، في عام 1912، والنائب عن مقاطعة سيبو ماريانو كوينكو، في عام 1916، والعديد من أعضاء المجلس عن مقاطات بولاكان ولاغونا وتوماس لونا في عام 1918. لم ينجح المجلس الفلبيني الأدنى في تمرير أي من هذه القوانين. لم يتغير الرأي العام السائد حول إعطاء حق المرأة بالاقتراع حتى عام 1936. 
أعلن الرئيس مانويل إل كويزون تأييده لحركة منح المرأة الحق في التصويف في خطاب ألقاه في قصر مالاكانانغ في العاصمة مانيلا في 30 سبتمبر 1936. قال كويزون بعد توقيعه على مشروع قانون منح المرأة الحق في التصويت: «... من الضروري، لا بل من الأساسي أن نمنح المرأة الفلبينية الحق في الاقتراع ما دمنا لا نعاملهنّ معاملة العبيد»، وأكد على أن تلك كانت فرصة النساء «لاستخدام سلاح مهم للغاية للدفاع عن حقهم في تأمين الرفاهية والسعادة لأنفسهم ولمن يتبعهم». بموجب دستور عام 1934، نصت المادة الخامسة على منح المرأة الحق في الاقتراع بشرط أن تؤكد 300 ألف امرأة رغبتها بالمشاركة بالعملية الانتخابية.
في 17 سبتمبر 1937، أُضفيت الشرعية على حق المرأة بالتصويت في الفلبين، بعد تحقيق الشرط الذي فرضه الدستور الفلبيني، إذ أعلنت 447725 امرأة الرغبة بالمشاركة بالعملية الانتخابية، مقابل رفض 33307 امرأة. كانت الفلبين من أوائل الدول الآسيوية التي أعطت المرأة الحق بالتصويت.

## التعليم
يقدر المجتمع الفلبيني التعليم تقديرًا عاليًا، خاصة للأطفال. ينظر الفلبينيون بشكل عام إلى التعليم على أنه الوسيلة التي يمكن من خلالها التخلص من الفقر الشخصي، والفقر العائلي، وتغيير نمط الحياة إلى آخر أكثر نجاحًا.
أظهر تعداد السكان والمساكن الفلبيني لعام 2013 أن معدل الإلمام بالقراء والكاتبة في الفلبين يقارب 96.5%، وأن نسبة النساء اللواتي يتقنّ القراءة والكتابة أعلى منها عند الرجال، بنسبتي 97% و96.10% على التوالي. تعد نسبة الفلبينيين الملتحقين بالتعليم العالي واحدة من أعلى النسب في العالم. تحدثت باتريشيا ب. ليكوانان، في خطابها أمام الأمم المتحدة في عام 2011، عن الإنجاز الأكاديمي للمرأة الفبينية، بالمقابل، اعترفت ليكوانان بنقص تمثيل المرأة في بعض المجالات المهنية، إذ لا يزال أغلب العاملين في عدة مجالات، كالهندسة والتكنولوجيا والدين والقانون والتجارة والزراعة، من الذكور. كان من المأمول أن تعالج هذه النسب من خلال إجراء تغييرات على المناهج التعليمية والفصول الدراسية والقضاء على الصورة النمطية للجنسين وزيادة الوعي العام بقضايا النوع الاجتماعي.
لم تعد الفجوة بين الذكور والإناث في نسب الملمين بالقراءة والكتابة وخريجي التعليم العالي موجودة. كان الوصول إلى التعليم أحد العوامل الأساسية التي ساهمت في تحقيق الرفاهية العامة في الفلبين ورفع مستوى المعيشة، ليس فقط للنساء، وإنما لجميع الناس في جميع أنحاء الأراضي الفلبينية.

## المشاركة السياسية
زادت مشاركة النساء الفلبينيات في الحياة السياسية بشكل مطرد على المستويين المحلي والعالمي. يرجع العلماء السبب في ظهور القيادات النسائية إلى الارتباط الأسري والدعم الذي تقدمه الكنيسة الكاثوليكية في الفلبين للنساء. تشغل النساء الفلبينيات مناصب متنوعة، إذ تمكنّ من حجز مقاعدٍ لهنّ في مجلس الشيوخ الفلبيني وفي الكونغرس وفي المجلس الفلبيني، كما شغلن مناصب رؤساء بلديات وقضاة. يعد ترشح النساء الفلبينيات لمنصب رئيس البلاد، وتمكن بعضهن من الوصول إلى هذا المنصب، خير مثال على مشاركة المرأة الفلبينية في الحياة السياسية في بلدها. ترشحت العديد من النساء الفلبينيات لمنصب رئيس الفلبين، نجحت اثنتان منهنّ في شغل هذا المنصب:
- شغلت كورازون أكينو منصب الرئيس الحادي عشر لجمهورية الفلبين وكانت بذلك أول امرأة تتولى هذا المنصب. انتخبت أكينو رئيسة للبلاد، في 25 فبراير 1986، معيدة بذلك حالة الديموقراطية إلى الفلبين بعد سنوات طويلة من حكم الديكتاتور فرديناند ماركوس للبلاد. في عام 1987، منحت مجلة تايم الأمريكية كورازون لقب امرأة العام.[7]
- شغلت غلوريا ماكاباغال أرويو منصب الرئيس الرابع عشر لجمهورية الفلبين، وكانت بذلك ثاني امرأة تحكم البلاد. لم يكن انتقال أرويو للعيش في القصر الرئاسي الفلبيني، بعد انتخابها رئيسة للبلاد، بالأمر الجديد بالنسبة لها، إذ اعتادت على السكن فيه مع والدها، رئيس البلاد ديوسدادو ماكاباغال وعائلته، عندما كانت في الرابعة عشر من عمرها.[12]